# Jerai Grant
Jerai Harvey Grant (Bowie, 10 gennaio 1989) è un cestista statunitense.
È rispettivamente figlio e nipote di due star NBA, ossia Harvey Grant e Horace Grant. Jerai Grant ha due fratelli cestisti: Jerian e Jerami Grant; il primo gioca nel Panathinaikos, mentre il secondo milita in NBA nei Portland Trail Blazers.

## Carriera
Si mette in luce con i Clemson Tigers quando nel 2011 entra nella top 10 universitaria per numero di stoppate date.
Trascorre l'anno 2011-12 in Australia con la maglia dei Sydney Kings.
Il 23 luglio 2012 si trasferisce in Italia indossando la casacca dell'Enel Brindisi.

## Palmarès
- Campionato lettone: 1

Ventspils: 2013-14
- Coppa di Grecia: 1

AEK Atene: 2019-2020